# Tryphon exareolatus
Tryphon exareolatus är en stekelart som beskrevs av Constantineanu 1970. Tryphon exareolatus ingår i släktet Tryphon och familjen brokparasitsteklar. Inga underarter finns listade i Catalogue of Life.